# Surinaamse slavenregisters
De Surinaamse slavenregisters is een archief waarin de gegevens van alle slaven vastgelegd die in de periode van 1830 tot 1863 in Suriname leefden. De registers bevinden zich in het Nationaal Archief Suriname en zijn sinds 2018 openbaar en doorzoekbaar via internet. Het register is uniek in de wereld omdat slaven nergens zo gedetailleerd werden geregistreerd als in Suriname.

## Ontstaan
Vanaf 1826 waren slaveneigenaren verplicht om hun slaven te registreren. Daarbij moesten de geboortedatum, naam van de moeder, besmettelijke ziekten (melaatsheid) en gegevens over verkoop en vrijlating worden vastgelegd, samen met andere informatie die van invloed konden zijn op de verkoopwaarde. De gegevens werden geordend op plantage of privé-eigenaar. Opvallend is dat de vader niet geregistreerd werd en dat de naam van de slaven door de eigenaren bedacht werden. Deze registratie ging door tot 1863 toen de slavernij werd afgeschaft.
De registers bestaan uit 43 boeken, met in totaal 30.000 pagina's met informatie over 80.000 slaven. Ongeveer een kwart van de registers is in het verleden verloren gegaan waardoor het niet meer compleet is. Verder werden zogenoemde landsslaven, slaven die eigendom van de overheid waren, pas vanaf 1851 geregistreerd.

## Digitalisering
In 2017 startte een initiatief van Coen van Galen van de Radboud Universiteit en Maurits Hassankhan van de Anton de Kom Universiteit van Suriname om deze registers toegankelijk te maken. Door middel van crowdfunding en ruim 500 vrijwilligers werd begonnen met het inscannen van de boeken en vervolgens het invoeren van de gegevens in een database. Op 26 juni 2018, een paar dagen voor de 155e Ketikoti, werd de database geopend door Noraly Beyer, ambassadeur van het project.
Mensen die hun voorouders die in de slavernij hebben geleefd willen nazoeken, lopen tegen het probleem aan dat slaven geen achternaam mochten hebben. Pas bij hun vrijlating kregen ze een achternaam en vaak ook een nieuwe voornaam. Achternamen van mensen die gemanumitteerd werden staan meestal wel in het slavenregister maar is het echter raadzaam om toch de databasebase Manumissies in Suriname, 1832-1863 van de hand van Okke ten Hove te raadplegen omdat een kwart van de slavenregisters verdwenen is, derhalve ook een groot deel van de manumissies verloren ging wat betreft opname in de slavenregisters. Om na te gaan wie welke achternaam kreeg na de vrijverklaring in het kader van de Emancipatiewet van 1863 kan de index Emancipatie 1863 van Okke ten Hove en Heinrich Helstone, ondergebracht bij het Nationaal Archief in Den Haag, worden geraadpleegd.